# Кандован
Кандован е село в Северозападен Иран.
То е историческо пещерно селище, което вероятно е основано в края на 13 или началото на 14 век. Смята се, че пещерите в Кандован са били използвани за убежища от хора, избягали от монголската инвазия.
Къщите в него са триглодитни, разкопани са във вулканични скали и туфи и се наричат от местните Караан. Конусовидната форма на къщите е резултат от лахарен поток, състоящ се от порест и ъгловиден вулканичен камък, с други вулканични частици, които са били разположени в сива, киселинна матрица. След изригването на вулкана Саханд, тези вещества са се преместили по естествен начин и са образували скалите на Кандован. Около селото, дебелината на тези образувания превишава 100 м и с времето, поради водна ерозия, се формират конусовидните скали.
Жителите са изградили къщите си така, че през зимата домовете им да са топли, а през лятото хладни. В селото има джамия, училища, бани и фабрики.
В наши дни село Кандован е търсена туристическа дестинация.